# Notoraja martinezi
Notoraja martinezi is een roggensoort uit de familie van de langstaartroggen (Arhynchobatidae). De wetenschappelijke naam van de soort is voor het eerst geldig gepubliceerd in 2016 door Concha, Ebert & Long.